# Fabrice Leggeri
Pour les articles homonymes, voir Leggeri.
Fabrice Leggeri, né le 28 mars 1968 à Mulhouse, est un haut fonctionnaire et homme politique français. Il fait une grande partie de sa carrière au sein du ministère de l'Intérieur, notamment à des postes de sous-préfet. Il est directeur de l'agence Frontex de l'Union européenne entre 2015 et 2022. Il démissionne de ce poste au moment où l'Office européen de lutte antifraude recommande l'ouverture contre lui d'une procédure disciplinaire pour cause d'expulsions illégales de migrants.
En février 2024, il s'engage en politique pour le Rassemblement national à l'occasion des élections européennes, et en juin il est élu député européen.

## Biographie

### Jeunesse
Fabrice Leggeri naît le 28 mars 1968 à Mulhouse et passe sa jeunesse dans la ville de Kingersheim où son père était adjoint au maire au service de l’urbanisme à partir de 1989. De 1989 à 1993, il étudie l'histoire contemporaine à l'École normale supérieure à Paris. De 1994 à 1996, il est élève à l'École nationale d'administration à Strasbourg.

### Carrière

#### République française
De 1996 à 1999, il travaille pour le gouvernement français, au ministère de l'Intérieur, dans la section du Trafic transfrontalier, des Frontières et des Visas.

#### Union européenne
De 2000 à 2003, il travaille pour la Commission européenne. Il devient directeur exécutif de Frontex en janvier 2015, poste dont il démissionne en avril 2022 alors que l’Office européen de lutte antifraude recommande contre lui l’ouverture d’une procédure disciplinaire.

### Engagement politique
Le 17 février 2024, Fabrice Leggeri annonce, dans un entretien accordé au Journal du dimanche,  sa présence en 3e position sur la liste du Rassemblement national pour les élections européennes à venir. Il y déclare être déterminé à « combattre la submersion migratoire, que la Commission européenne et les eurocrates ne considèrent pas comme un problème, mais plutôt comme un projet ».
Selon Politico, plutôt que pour Les Républicains, Leggeri aurait opté pour le Rassemblement national  après de longues discussions avec celui-ci, pour s'assurer de son élection au Parlement européen. Il est élu.

## Polémiques liées à sa direction de Frontex

### Mise en cause
Le 7 décembre 2020, l'Office européen de lutte antifraude (OLAF), l'organe de surveillance antifraude de l'UE, perquisitionne les bureaux du directeur exécutif de Frontex, Fabrice Leggeri, ainsi que celui de son chef de cabinet, Thibauld de La Haye Jousselin, dans le cadre d'une enquête sur des allégations de « harcèlement, d'inconduite et de refoulement ("pushbacks") de migrants ». Selon un document interne vu par le journal grec I Kathimeriní, Fabrice Leggeri a « activement résisté » au recrutement des 40 agents des droits fondamentaux prévus par le règlement de la nouvelle Agence européenne des frontières et des garde-côtes, répondant aux fréquentes questions du personnel de l'agence au début de 2020 selon lesquelles « ce n'est pas une priorité ». L'auteur accuse également Leggeri d'être à la tête d'un département des ressources humaines « comiquement incompétent »,. Le Parti socialiste européen réclame alors sa démission, tandis que les Verts exigent une enquête du Parlement européen.
Au début de 2021, les médias font  état des graves problèmes de recrutement et de ressources humaines à Frontex. L'OLAF enquête également sur des allégations d'irrégularités dans l'attribution de marchés publics et dans la promotion de certains agents.
Lors d'un point de presse vidéo le 28 janvier 2021, Ylva Johansson, membre du Parti social-démocrate suédois des travailleurs (SAP) et commissaire européenne aux affaires intérieures, autorité de tutelle de Frontex, critique l'absence de trois directeurs exécutifs adjoints, le fait qu'il n'y ait qu'un responsable provisoire des droits fondamentaux et l'absence d'observateurs des droits fondamentaux : « Il y a une énorme responsabilité qui incombe au directeur général (Fabrice Leggeri) et au comité de gestion. J'attends d'eux qu'ils se concentrent sur ces questions »[source insuffisante].
Parmi les problèmes signalés à Frontex, il lui est notamment reproché un « recrutement chaotique », des dispositions inadéquates prises pour la protection contre le Covid-19 pendant la formation ; et l'absence de communication avec le nouveau personnel sur les questions pratiques clés. Ces problèmes, combinés au fait que le Corps permanent ne peut pas être armé en vertu de la réglementation actuelle parce que le nouveau mandat de 2019 de l'agence n'inclut pas la base juridique nécessaire en vertu de laquelle il peut acquérir, enregistrer, stocker et transporter des armes à feu, ont conduit certains à qualifier le Corps permanent en interne de « Corps Potemkine », c'est-à-dire quelque chose qui n'a qu'une valeur de spectacle.

### Démission
En avril 2022, il présente sa démission après que l’Office européen de lutte antifraude a recommandé contre lui l’ouverture d’une procédure disciplinaire, conséquence d’une enquête concernant plusieurs centaines de cas de refoulement illégaux de migrants à la frontière gréco-turque, qui ont ensuite été dissimulés au Parlement européen (qui contrôle les actions de Frontex),,.
Jordan Bardella (RN) estime que Fabrice Leggeri a été « persécuté pour avoir tenté de défendre les frontières », tandis que la cheffe de file du groupe de travail du Parlement européen sur Frontex, Tineke Strik, dit à son sujet qu'il n'a « jamais compris que Frontex doit protéger les droits fondamentaux dans toutes ses actions. Le prochain directeur doit en faire une priorité absolue ». Alors que plusieurs milliers de migrants meurent chaque année noyés en Méditerranée en tentant de rejoindre l'Europe, le directeur juridique de l’ONG Front-Lex estime que « Leggeri aurait dû être licencié il y a des années […]. C’était l’obligation du commissaire et du conseil d’administration de Frontex. Personne ne peut défaire les innombrables vies perdues et les séquelles dues aux sévices qu’ont subis les personnes maltraitées. Leggeri est la façade. Mais le problème demeure au sein de Frontex, la Commission et les États membres. »
Selon Le Point, la Turquie aurait participé à mettre la pression sur le haut fonctionnaire européen pour obtenir sa démission, Süleyman Soylu, ministre de l’Intérieur turc, lors d’une réunion publique organisée le jeudi 16 juin 2022, portant sur les refoulements ("push-back"), affirmant avoir fait « de son mieux » pour obtenir « l’expulsion de la personne qui [dirigeait] cette institution » : « Nous avons tout fait et nous avons réussi ». Pour Rodrigo Ballester, ancien membre du cabinet du commissaire européen Tibor Navracsics, la démission de Fabrice Leggeri « est en fait l’épilogue de deux ans de luttes larvées au sein de l’UE sur fond de campagne médiatique méthodiquement coordonnée ».

### Plainte pour complicité de crime contre l'humanité et de crime de torture
En avril 2024, la Ligue des droits de l'homme (LDH) et l'association de défense des migrants Utopia 56 portent plainte pour complicité de crime contre l'humanité et complicité de crime de torture. Elles lui reprochent d'avoir participé au refoulement d'embarcations de migrants ainsi qu'à des interceptions par les garde-côtes libyens de navires de migrants.